# Toni Maraini
Antonella Maraini, coneguda com a Toni Maraini (Tòquio, 1941), és una escriptora, historiadora de l'art i etnòloga italiana.

## Biografia
Tercera filla de l'etnòleg Fosco Maraini i Topazia Alliata, és germana de l'escriptora Dacia i de la música Yuki.

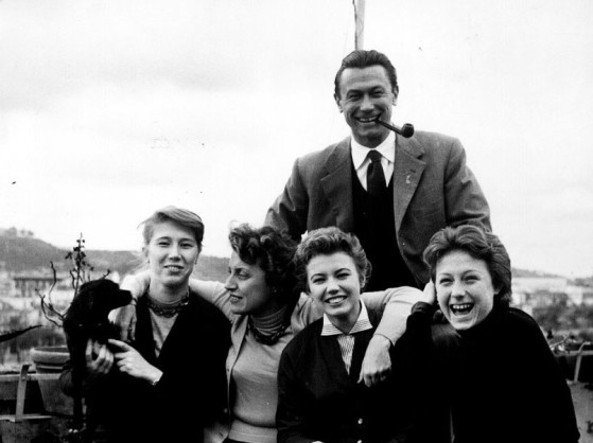
La família Maraini, Fosco, Dacia, Yuki, Toni i la seva mare Topazia Alliata (dècada de 1960)

Toni Maraini és una de les principals expertes en literatura del Magrib, sobre la qual ha escrit per als principals diaris italians. Ha participat en nombroses jornades sobre cultures mediterrànies, prestant especial atenció a la condició de la dona. Va viure al Marroc del 1964 al 1987, fent classes en diverses institucions educatives. El seu recull de contes titulat Ultimo tè a Marrakesh (Últim te a Marràqueix) conté records, impressions i trobades d'aquells anys. Al seu darrer llibre Da Ricòrboli alla luna (De Ricòrboli a la lluna) hi recull assajos breus sobre la vida i l'obra del seu pare Fosco Maraini. L'any 2007, amb la novel·la Lettera da Benares (Carta de Benarés), va guanyar el Premi Mondello de narrativa italiana.
Ha traduït o presentat obres d'escriptors com Rachid Boudjedra, Mohamed Choukri, Etel Adnan, o Assia Djebar.
Va tenir dues filles amb Mohamed Melehi: Mujah Melehi (1970) i Nour Shems Melehi (1978).

## Obres
- Anno 1424, Marsilio, Venècia 1976
- Message d'une migration: Poeme 1970-1975, (Missatge d'una migració: Poemes 1970-1975), Shoof, 1976
- Le recit de l'occultation: deveoilement (La història de l'ocultació: revelació) Shoof, Casablanca 1982
- La murata (El Mur), introducció d'Alberto Moravia, La luna, Palerm 1991
  - Sealed in stone, traduït per AK Bierman; introducció d'Alberto Moravia, City Lights Books, San Francisco 2002
- Ultimo tè a Marrakesh (Últim te a Marràqueix), Lavoro, 1994
- Poema d'Oriente, Semar, 2000
- Ultimo tè a Marrakesh e nuovi racconti (Últim te a Marràqueix i noves històries), Treball, 2000
- Diario di viaggio in America (Diari de viatge per Amèrica), La Mongolfiera, 2003
- Le porte del vento. Poesie 1995-2002 (Les portes del vent. Poemes 1995-2002), Manni, 2003
- Ricordi d'arte e prigionia di Topazia Alliata (Memòries d'art i empresonament de Topazia Alliata, escrit amb Topazia Alliata) pròleg de Denis Mack Smith, Sellerio, Palerm 2003
- Fuga dall'impero. Ovvero il paradosso di Parmenide (Escapar de l'imperi. O la paradoxa de Parmènides), Poiesis Editrice, 2004
- La lettera da Benares (La carta de Benarés), Sellerio, 2007
- I sogni di Atlante: aedi, saltimbanchi, poetesse e musicanti nella tradizione di spettacolo popolare del Maghreb (Els somnis d'Atles: cambrers, acròbates, poetesses i músics en la tradició d'entreteniment popular del Magrib), Poiesis, Alberobello 2007
- Pandemonio Blues, Poiesis, Alberobello 2009
- Da Ricòrboli alla luna: brevi saggi sulla vita e l'opera di Fosco Maraini (De Ricòrboli a la lluna: assajos breus sobre la vida i l'obra de Fosco Maraini), Poiesis, Alberobello 2012
- Ballando con Averroè: racconti di viaggio in un mondo musulmano che non fa paura (Ballant amb Averroes: històries de viatges en un món musulmà que no fa por), Poiesis, Alberobello 2015
- Toni Maraini. Topazia Alliata: una Galleria d'arte con vista sul mondo.  De Luca Editori d'arte, 2022. ISBN 9788865575345.

## Traduccions
- Etel Adnan, Ai confini della luna e altri racconti (At the confines of the moon and other stories), traducció i presentació de Toni Maraini, Jouvence, Roma: 1995
- Assia Djebar, Le notti di Strasburgo (Les nits d'Estrasburg), traducció i epíleg de Toni Maraini, Il Saggiatore, Milà: 2000
- Etel Adnan, Apocalisse araba (Arab Apocalypse), traducció de l'anglès i prefaci de Toni Maraini, Semar, Roma: 2001